# Full de ruta per a la pau
El Full de Ruta per a la pau és el nom amb què es coneix el pla dissenyat en 2003 per a resoldre el conflicte entre Israel i Palestina. Els autors eren un equip internacional format per delegats dels Estats Units, la Unió Europea, Rússia i les Nacions Unides. Malgrat que el pla va quedar congelat, el document ha servit de base per a nombroses negociacions posteriors, entre les quals destaca la Conferència d'Annapolis.

## Les fases
El full de ruta estava dissenyat com un pla per a aplicar-se en fases successives, de manera que es poguessin llimar les diferències entre les parts implicades a cada pas i no es congelés l'acord global com havia passat en anteriors propostes. El pla se centrava en objectius verificables, en accions i no en declaracions que poguessin atiar la polèmica conceptual.
La fase I s'iniciaria amb la fi de la violència per part de les dues parts. Israel es retiraria a les posicions anteriors a l'any 2000 abandonant els assentaments construïts des d'aleshores, deixaria de destruir llars palestines i de deportar-ne els habitants i permetria la lliure circulació dels ciutadans àrabs i la seva participació en les institucions de Jerusalem est. A canvi els palestins reformaria el seu aparell polític amb noves eleccions i deixaria de donar suport a grups armats.
La fase II incloïa una conferència internacional per contribuir al desenvolupament econòmic i social dels territoris palestins, el restabliment de relacions diplomàtiques entre Israel i tots els veïns àrabs i l'inici de creació d'un estat palestí.
La fase III conclouria amb la creació efectiva d'aquest nou estat i un acord permanent sobre les fronteres mútues, així com un pacte (sense definir) sobre el futur de Jerusalem i els refugiats, dos dels punts més calents del conflicte.
Es van fixar unes dates provisionals per a la implantació del full de ruta, tanmateix era més important seguir-lo que els terminis. La primera fase duraria fins al maig de 2003, la fase II fins a finals d'aquell any i la fase III estaria finalitzada el 2005 amb els dos estats funcionant plenament.

## Reaccions
Tot i que inicialment el pla va ser ben rebut, les objeccions de les dues parts van provocar que mai s'acabés de posar en pràctica ni la primera fase, fet que va congelar l'acord malgrat els esforços de diversos mediadors, entre els quals destaca Alastair Crooke.
Ariel Xaron va negar-se a destruir els assentaments o deixar de construir-los per la pressió demogràfica creixent en territori jueu. El seu govern a més a més va posar com a prerequisit per parlar del full de ruta la desaparició de Hamas. Aquesta entitat, per la seva banda, va refusar la totalitat del pla, que veia fruit d'una aliança entre Estats Units i Israel i va intensificar els seus atacs a posicions israelianes. L'autoritat palestina va posar com a condició prèvia a la negociació l'alliberament immediat de tots els detinguts palestins de les presons d'Israel. L'assassinat d'Ismail Abu Shanab, un dels líders de Hamas, dins del marc de l'Operació Plom Fos, va suposar la fi de les converses oficials entre els dos països.